# 크레피도마

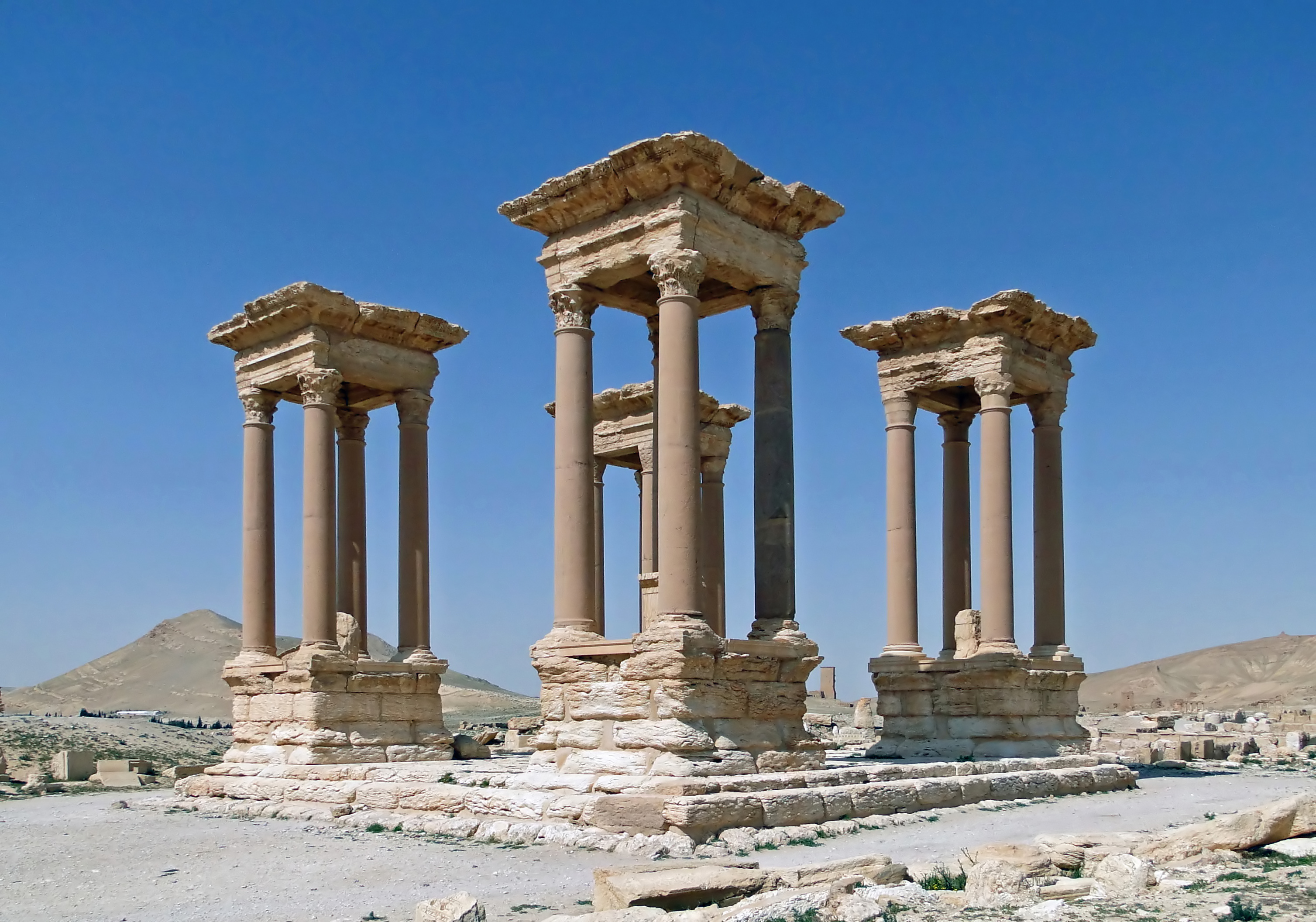
시리아 팔미라의 테트라필론의 크레피도마

크레피도마(crepidoma)는 고대 그리스 건축물의 구조 일부를 나타내는 건축 용어이다. 크레피도마는 건물의 상부구조가 세워지는 여러 단계의 플랫폼이다. 크레피도마는 보통 세 단계로 구성된다. 각 단계는 위로 갈수록 점진적으로 크기가 줄어들며, 건물의 모든 면 또는 일부 면에 일련의 계단을 형성한다. 크레피도마는 역사적으로 경제성을 위해 현지에서 구할 수 있는 돌로 건설된 에우틴테리아 또는 기초 위에 놓인다.
크레피도마의 가장 높은 단계는 기둥(고대 그리스어: στῦλοι - styloi)을 위한 플랫폼이기 때문에 스틸로바테라고 불린다. 크레피도마의 하부 단계는 스테레오바테라고 한다. 크레피도마의 계단식 배열은 예를 들어 파르테논과 같이 구조물의 네 면을 모두 둘러싸도록 확장될 수 있다. 어떤 신전에서는 계단이 건물의 앞면에만 놓여 있고, 혹은 리코수라의 데스포이나 신전처럼 계단이 짧은 거리를 두고 측면으로 감싸는 형태로 설계되기도 했다.
크레피도마의 각 단계의 숨겨진 부분은 노출된 계단 및 스타일로베이트의 요소보다 낮은 등급의 재료로 구성되는 것이 일반적이다. 크레피도마의 각 상위 단계는 일반적으로 하위 단계의 돌을 고정하는 데 사용된 클램프를 덮는다. 크레피도마의 각 단계 하단 가장자리는 시각적 효과를 위해 계단식으로 깎여 있다. 이렇게 두세 단계로 깎아 내면 음영선이 생겨 구조물이 더 입체적으로 보인다. 이러한 장식 기법을 '리빌(reveal)'이라고 부른다.

## 참고문헌
- Robertson, D. S. Handbook of Greek and Roman Architecture. Cambridge: Cambridge University Press, 1929.